# Bomolochus multiceros
Bomolochus multiceros is een eenoogkreeftjessoort uit de familie van de Bomolochidae. De wetenschappelijke naam van de soort is voor het eerst geldig gepubliceerd in 1977 door Pillai & Natarajan.